# Emil Möhrlin
Emil Möhrlin (* 1. Februar 1883 in Stuttgart; † 27. November 1952 ebenda) war ein baden-württembergischer Unternehmer und Politiker.

## Leben
Emil Möhrlin studierte an der Technischen Hochschule Karlsruhe Ingenieurwissenschaften und wurde dort 1903 Mitglied des Corps Franconia. Nach Abschluss des Studiums als Dipl.-Ing. trat er in das 1875 von seinem Vater gegründete Unternehmen, die E. Möhrlin GmbH in Stuttgart, dessen persönlich haftender Gesellschafter er wurde. Das Unternehmen war auf die Herstellung von Heizungs- und Lüftungsanlagen spezialisiert. Im Rahmen seiner unternehmerischen Tätigkeit engagierte er sich in verschiedenen Industrieverbänden. Von 1946 bis 1949 war er Präsident der Vereinigung der Maschinenbau-Anstalten von Württemberg-Baden und von 1951 bis 1952 Vorsitzender des Landesverbandes der Baden-Württembergischen Industrie.
Mit der Wiederzulassung politischer Parteien durch die amerikanische Militärregierung im Oktober 1945 gehörte Möhrlin zu den Gründungspersönlichkeiten der Christlich Sozialen Volkspartei in Stuttgart, die sich wenige Monate später in Christlich Demokratische Union umbenannte. Von 1945 bis 1948 war er der erste Kreisvorsitzende der CDU in Stuttgart. 1946 war er Mitglied der Verfassunggebenden Landesversammlung Württemberg-Baden. Von 1946 bis 1952 war er Mitglied des Landtags von Württemberg-Baden. Im März 1952 wurde er in die Verfassunggebende Landesversammlung von Baden-Württemberg gewählt, der er bis zu seinem Tode angehörte. 
Der Landschaftsmaler und Professor an der Kunstgewerbeschule und Landeskunstschule Karlsruhe Hermann Göhler (1874–1959) publizierte 1955 ein Porträt von Emil Möhrlin. In der oberen linken Ecke dieses Ölgemäldes befindet sich eine Vollwappendarstellung des Corps Franconia Karlsruhe.